# 키체주

키체 주의 위치

키체주(스페인어: Departamento de Quiche)는 과테말라 북서부에 위치한 주로 주도는 산타크루스델키체이며 면적은 8,378km2, 인구는 655,510명(2002년 기준)이다.
북쪽으로는 멕시코와 국경을 접하며 남쪽으로는 치말테낭고 주와 솔롤라 주, 동쪽으로는 알타베라파스 주와 바하베라파스 주, 서쪽으로는 토토니카판 주, 우에우에테낭고 주와 접한다. 21개 지방 자치체를 관할한다.